# Micropholis splendens
Micropholis splendens är en tvåhjärtbladig växtart som beskrevs av Charles Louis Gilly och André Aubréville. Micropholis splendens ingår i släktet Micropholis och familjen Sapotaceae. IUCN kategoriserar arten globalt som nära hotad. Inga underarter finns listade i Catalogue of Life.